# Crăciunelu de Jos
Crăciunelu de Jos – wieś w Rumunii, w okręgu Alba, w gminie Crăciunelu de Jos. W 2011 roku liczyła 1954 mieszkańców.